# 시나노국

시나노노쿠니

시나노국(일본어: 信濃国, しなののくに)는 도산도에 있던 일본의 옛 구니이다. 현재의 나가노현에 해당한다.

## 같이 보기
- 마쓰시로번
- 고모로번